# Interclubs 2012/13
Die Interclubs 2012/13 war die belgische Mannschaftsmeisterschaft im Schach.
Meister wurde der Vorjahresaufsteiger Schachfreunde Wirtzfeld, der bei gleichen Anzahl an Mannschaftspunkten dank der besseren Brettpunktbilanz L’Echiquier Amaytois auf den zweiten Platz verwies. Der Titelverteidiger Cercle des Echecs de Charleroi musste sich mit dem neunten Platz begnügen. Aufgrund eines Rückzuges waren im Vorjahr ausnahmsweise drei Mannschaften aufgestiegen, neben Wirtzfeld waren dies der Koninklijke Deurne SK und der SC Caballos Zottegem. Während Deurne den Klassenerhalt erreichte, muss Zottegem zusammen mit der zweiten Mannschaft des KSK 47 Eynatten absteigen. Eynattens zweite Mannschaft belegte den letzten Platz, hätte aber ohnehin unabhängig von ihrem Abschneiden absteigen müssen, da seit der Saison 2013/14 nur noch eine Mannschaft eines Vereins in der höchsten belgischen Spielklasse zugelassen ist.
Zu den gemeldeten Mannschaftskadern siehe Mannschaftskader der Interclubs 2012/13.

## Spieltermine
Die Wettkämpfe wurden am 23. September, 7. und 21. Oktober, 18. November, 2. und 16. Dezember 2012, 13. Januar, 3. und 17. Februar, 3. und 24. März 2013 gespielt. Die letzte Runde wurde zentral in Wirtzfeld gespielt, die übrigen fanden dezentral bei den beteiligten Vereinen statt.

## Modus
Die zwölf teilnehmenden Mannschaften spielten ein einfaches Rundenturnier. Über die Platzierung entschied zunächst die Anzahl der Mannschaftspunkte (zwei Punkte für einen Mannschaftssieg, ein Punkt für ein Unentschieden, kein Punkt für eine Niederlage) und dann die Zahl der Brettpunkte (drei Punkte für einen Sieg, zwei Punkte für ein Remis, ein Punkt für eine Niederlage, kein Punkt für eine kampflose Niederlage).

## Abschlusstabelle
| Pl. | Verein                                   | Sp | G | U | V | MP    | Brett-P. |
| --- | ---------------------------------------- | -- | - | - | - | ----- | -------- |
| 01. | Schachfreunde Wirtzfeld (N)              | 11 | 8 | 2 | 1 | 18:4  | 207      |
| 02. | L’Echiquier Amaytois                     | 11 | 8 | 2 | 1 | 18:4  | 203      |
| 03. | KSK 47 Eynatten I. Mannschaft            | 11 | 7 | 1 | 3 | 15:7  | 196      |
| 04. | KSK Rochade Eupen-Kelmis                 | 11 | 5 | 3 | 3 | 13:9  | 186      |
| 05. | Koninklijke Gentse Schaakkring Ruy Lopez | 11 | 5 | 3 | 3 | 13:9  | 181      |
| 06. | Chess Club Anderlecht                    | 11 | 5 | 2 | 4 | 12:10 | 180      |
| 07. | Borgerhoutse SK                          | 11 | 5 | 1 | 5 | 11:11 | 172      |
| 08. | Cercle d’Échecs Fontainois               | 11 | 5 | 1 | 5 | 11:11 | 164      |
| 09. | Cercle des Echecs de Charleroi (M)       | 11 | 4 | 0 | 7 | 8:14  | 168      |
| 10. | Koninklijke Deurne SK (N)                | 11 | 1 | 4 | 6 | 6:16  | 160      |
| 11. | SC Caballos Zottegem (N)                 | 11 | 0 | 5 | 6 | 5:17  | 154      |
| 12. | KSK 47 Eynatten II. Mannschaft           | 11 | 0 | 2 | 9 | 2:20  | 135      |

### Entscheidungen
|     | Belgischer Meister: Schachfreunde Wirtzfeld                                       |
|     | Absteiger in die Division 2: SC Caballos Zottegem, KSK 47 Eynatten II. Mannschaft |
| (M) | Meister der letzten Saison                                                        |
| (N) | Aufsteiger der letzten Saison                                                     |

## Kreuztabelle
| Ergebnisse | Ergebnisse                               | 01. | 02. | 03. | 04. | 05. | 06. | 07. | 08. | 09. | 10. | 11. | 12. |
| ---------- | ---------------------------------------- | --- | --- | --- | --- | --- | --- | --- | --- | --- | --- | --- | --- |
| 01.        | Schachfreunde Wirtzfeld                  |     | 17  | 15  | 16  | 20  | 20  | 19  | 22  | 21  | 19  | 16  | 22  |
| 02.        | L’Echiquier Amaytois                     | 15  |     | 18  | 16  | 19  | 16  | 20  | 21  | 18  | 22  | 18  | 20  |
| 03.        | KSK 47 Eynatten I. Mannschaft            | 17  | 14  |     | 15  | 16  | 15  | 20  | 21  | 19  | 19  | 22  | 18  |
| 04.        | KSK Rochade Eupen-Kelmis                 | 16  | 16  | 17  |     | 15  | 15  | 17  | 15  | 19  | 16  | 20  | 20  |
| 05.        | Koninklijke Gentse Schaakkring Ruy Lopez | 12  | 13  | 16  | 17  |     | 13  | 20  | 19  | 19  | 16  | 16  | 20  |
| 06.        | Chess Club Anderlecht                    | 11  | 16  | 17  | 17  | 19  |     | 16  | 15  | 13  | 14  | 19  | 23  |
| 07.        | Borgerhoutse SK                          | 13  | 12  | 12  | 15  | 12  | 16  |     | 19  | 16  | 17  | 21  | 19  |
| 08.        | Cercle d’Échecs Fontainois               | 10  | 11  | 11  | 17  | 13  | 17  | 13  |     | 17  | 19  | 16  | 20  |
| 09.        | Cercle des Echecs de Charleroi           | 9   | 14  | 12  | 13  | 13  | 19  | 15  | 15  |     | 18  | 18  | 22  |
| 10.        | Koninklijke Deurne SK                    | 13  | 10  | 13  | 16  | 16  | 18  | 15  | 13  | 14  |     | 16  | 16  |
| 11.        | SC Caballos Zottegem                     | 16  | 14  | 10  | 12  | 16  | 13  | 11  | 16  | 14  | 16  |     | 16  |
| 12.        | KSK 47 Eynatten II. Mannschaft           | 10  | 12  | 14  | 12  | 12  | 8   | 13  | 12  | 10  | 16  | 16  |     |

## Die Meistermannschaft
| 1.            | Schachfreunde Wirtzfeld |
| Schachfiguren | Arkadij Naiditsch, Daniel Fridman, Igor Khenkin, Romain Édouard, Evgeny Postny, Andrei Istrățescu, Andrij Sumez, Erik van den Doel, Imre Héra, Luc Winants, Andrei Orlow, Thomas Henrichs, Arkadi Rotstein, Sebastian Siebrecht, Petar Popović, Yuri Boidman, Cemil Gülbaş, Robert Ris, Stéphane Hautot, Hans-Hubert Sonntag, Ufuk Tuncer, Krzysztof Pytel, Carmen Voicu-Jagodzinsky, Gregory Maraite, Bruno Comes, Paul Oberweis. |